# アカマピチトリ
アカマピチトリ（Acamapichtli、1355年? - 1395年）は、テノチティトランの初代トラトアニ（君主）である（在位：1375年 - 1395年）。その生涯は神話に包まれている。
当時のテノチティトランは湖の西岸に住むテパネカの都市国家アスカポツァルコに従属していた。

## 概要
「アカマピチトリ」という語は「葦(ācatl)」と「握った手(māpīchtli)」から構成され、「一握りの葦の束」の意味と解釈されているが、アステカ文字では通常握っているのは葦ではなく矢である。メシカは土地の支配を表すために4つの方角に矢を投げる儀式を行う。
伝承によれば、メシカのオポチトリは、コルワカンのトラトアニであったナウヨトルの娘のアトトストリを見そめて妻とし、このふたりから1355年にアカマピチトリが生まれたとされる。この伝説はアカマピチトリがメシカとトルテカ（コルワカンはトルテカの都市とされる）の両方の血を引くことを説明し、メシカが偉大な起源をもつことを表したものである。メシカの守護神ウィツィロポチトリはテスカトリポカと近く、トルテカの守護神ケツァルコアトルとの両方の血筋を引くことによって、ナワ族の世界観にとってもっとも重要な神格であるケツァルコアトルとテスカトリポカの両者をアカマピチトリが体現していることになる。
テノチティトランはそれまでリネージの代表によって支配されていた。リネージのひとつはトルテカの出身であり、ナウヨトルの所へ行って自分たちの君主となる人間を求めた。それに応じてアカマピチトリが選ばれ、テノチティトランでトラトアニに即位したという。ディエゴ・ドゥランによると、当時アカマピチトリは20歳であった。
アカマピチトリはコルワカンのイランクエイトルを妻としたが、男子が生まれなかった。伝説では危機感を持ったテノチティトランの各地区(calpulli)の20人の長が自分の娘をアカマピチトリに妾として差し出し、これによって多くの子をなしたという。中でもウィツィリウィトルが優れており、後継者に選ばれた。また、アカマピチトリは奴隷女が市場で野菜を売っているのを見て彼女と交わり、私生児のイツコアトルが生まれたという。ウィツィリウィトルは第2代の、イツコアトルは第4代のトラトアニに就任した。その他、テノチティトランの支配者はすべてアカマピチトリの子孫にあたる。
アカマピチトリが没すると、4人の長による会議によってウィツィリウィトルが次のトラトアニに選ばれた。